# 观澜街道 (蒙自市)
观澜街道是中华人民共和国云南省红河哈尼族彝族自治州蒙自市下辖的一个街道办事处，为原文澜镇析置后所设街道。是蒙自市人民政府所在地。

## 行政区划
观澜街道下辖以下村级行政区划单位：
光明社区、青云社区、蓝天社区、振兴社区、复兴社区、碧云村、十里铺村、姜家寨村、土官村村、永宁村、仁厚村、碧色寨村。
2021年，原属草坝镇的碧色寨村划归观澜街道管辖。

## 中国传统村落
2013年8月，碧色寨被评为第二批中国传统村落。